# سیارک ۵۶۹۴
سیارک ۵۶۹۴ (به انگلیسی: 5694 Berenyi، نامگذاری:3051P-L) پنج هزار و ششصد و نود و چهارمین سیارک کشف شده‌است که در ۲۴ سپتامبر ۱۹۶۰ کشف شد.
قدر مطلق سیارک برابر ۱۳٫۳۰ است.